# Der Palast der Tartar-Chane in der Krim

Der Palast der Tatar-Chane in der Krim Wohnmodell

Der 1846 vom Maler Wilhelm Kiesewetter erstellte Der Palast der Tartar-Chane in der Krim ist das Modell des Krimpalastes in den Maßen 30 × 133 × 103 cm.
Wilhelm Kiesewetter hat sich einen Namen gemacht durch die Dokumentationen seiner Reisestationen, wobei er die Leinwände einrollte und die Holzmodelle in Koffern transportierte.
Das aufwändige Modell des  Krim-Palastes ist eines der wenigen erhaltenen Modelle, das sich im Archiv des Museums für Europäische Kulturen befindet, wo es auch restauriert wurde.